# Клеркер
Клеркер (швед. Af Klercker) — дворянский род.
Грамотой шведского короля Карла XIII, от 17 / 29 июня 1809 года, главнокомандующий Шведской армией в Финляндии, генерал-лейтенант Карл-Нафанаил Клерк возведён в баронское достоинство королевства Шведского с фамилией аф-Клеркер, с тем чтобы баронский титул переходил только к старшему в роде из его потомков.
Род сына его, майора барона Густава-Рейнгольда аф-Клеркер, внесён 25 января / 6 февраля 1818 года, в матрикул Рыцарского Дома Великого Княжества Финляндского, в число родов баронских, под № 22.

## Описание герба
по Долгорукову
Щит разделён на 4 части. В 1-й и в 4-й частях, в красном поле, серебряное крыло, сквозь которое продета сабля с золотым эфесом, остриём к правому верхнему углу. 2-я и 3-я части герба шахматные: белое с чёрным.
На щите баронская корона и по бокам её два шлема с баронскими же коронами. Нашлемники: правый — дуб; левый — крестообразно поставлены два голубых военачальнических жезла, в золото оправленные. Щитодержатели: справа лев, слева медведь.